# Mathieu Garon
Mathieu Garon, född 9 januari 1978 i Chandler, Quebec, är en kanadensisk professionell ishockeymålvakt som spelar för Tampa Bay Lightning i NHL.
Garon har tidigare vaktat målburen för NHL-lagen Montreal Canadiens, Los Angeles Kings, Edmonton Oilers, Pittsburgh Penguins och Columbus Blue Jackets.